# コスタンツァ (シチリア女王)
コスタンツァ・ダルタヴィッラ（伊: Costanza d'Altavilla, 1154年11月2日 - 1198年11月27日）は、シチリア王国の女王（在位：1194年 - 1198年）。オートヴィル朝の最後の君主。ルッジェーロ2世と3人目の王妃ベアトリーチェとの間に生まれた。コスタンツァ・ディ・シチリア（伊: Costanza di Sicilia）とも呼ばれる。ドイツ語名ではコンスタンツェ・フォン・ジツィーリエン（Konstanze von Sizilien）。

## 生涯
父ルッジェーロ2世はコスタンツァが生まれる前に死去している（1154年 2月26日）。甥のグリエルモ2世に嗣子が無かったため、1185年彼女が貴族らによって王位継承者と定められていた。しかし1186年1月27日、当時の神聖ローマ皇帝フリードリヒ1世の嫡男ハインリヒ6世とミラノで結婚した。21歳のハインリヒ6世は31歳の彼女より10歳年下であった。その結婚が晩婚であったので、13世紀後半以降、彼女は修道女の生活を送っていたとする考えが生まれ、ダンテも『神曲　天国篇』第3歌109行以下で「当時の口碑に従ってコンスタンツァを修道女としたらしい」。
1189年 11月1日、グリエルモ2世が嗣子無くして病死したため、王位はコスタンツァか、彼女の夫であるハインリヒ6世が継承するはずであったが、シチリア人は外国に嫁いだ王女や皇帝に支配されることを嫌って、1190年 1月グリエルモ2世の従兄にあたるタンクレーディを王位に即け、新王は教皇により封授された。それに対してハインリヒ6世と妃のコスタンツァは、1190年、教皇の手から戴冠を受け、シチリア王位を奪おうとシチリアを目指して軍を進めたが、タンクレーディの抵抗にあってナポリで大敗を喫し、軍に同行していたコスタンツァも捕虜になった。しかし、すぐに解放されている。
1194年 2月20日タンクレーディが死去した後にグリエルモ3世が王位を継ぐが、ハインリヒ6世はシチリアに再度遠征し、王位を奪った。そしてハインリヒ6世とコスタンツァは、戴冠式を行なって正式にシチリア王および女王となった。同年コスタンツァは、当時としては高齢である40歳で息子フリードリヒ（後の神聖ローマ皇帝フリードリヒ2世）を出産した。高齢出産だったため、彼女は自分が出産したことを証拠立てるために、町の広場にしつらえた天幕の中、貴婦人たちが見守る中で息子を出産したと言われている。初産が遅かったために、彼女の死後すぐに反シュタウフェン派の史書には様々な噂話が記されることになる。1195年 復活祭の、夫不在中には、彼女がシチリアの政務を司り、独断で問題を処理し、自ら文書を交付した。確実な証拠はないが、皇帝たる夫に対する謀反の企てに加わったと信じられている。
1197年、9月20日夫ハインリヒ6世が急死した後、コスタンツァは、フリードリヒの摂政として実質的な政務を執った。
ドイツ人を嫌っていたコスタンツァは、ハインリヒ6世によってシチリアに封土を与えられていたドイツ貴族を追放しようとして、ドイツの最高指揮官マルクヴァルト・フォン・アンヴァイラー（Markward von Anweiler）らをシチリアから追放した。しかし結果として、この行動はドイツ貴族を息子であるフリードリヒの敵に回し、彼らの抵抗によりその後10年もの間、シチリアが内乱状態に陥るだけに終わった。
1198年にフリードリヒはシチリア王位を継承、同年に彼女は夫を追うように死去した。死後、遺言によりローマ教皇インノケンティウス3世がフリードリヒの後見人になった。